# XSpeed United Continental
XSpeed United Continental is een Canadese wielerploeg die uitkomt in de continentale circuits van de UCI.

## Geschiedenis
De ploeg werd opgericht in 2019 onder de naam X-Speed United en reed met een Hongkongse licentie. De ploeg behaalde in dat jaar één overwinning; Ryan Roth was de snelste in de eerste etappe van de Ronde van Iskandar Johor, een Maleisische wedstrijd. In 2019 bestond de ploeg uit renners uit drie verschillende landen; Hongkong, Australië en Canada.
In 2020 werd de ploegnaam naar de huidige naam veranderd, XSpeed United Continental. Eveneens reed de ploeg sinds dat jaar onder de Canadese vlag. Ook werd de ploeg internationaler, naast Canadezen en Australiërs reed er ook een Hongaar, Luxemburger en Brit bij de ploeg. Daarnaast sloten de Belg Wim Reynaerts en de Nederlander Jesse Raas aan. De ploeg boekte in dit jaar geen professionele overwinningen.
Een jaar later reden er inmiddels vier Belgen en twee Nederlanders bij de ploeg, waaronder Wesley Mol. Ook de Bermudaanse Conor White en de tijdens de Ronde van Italië 2023 bekend geworden Derek Gee reden dit jaar bij de ploeg. De ploeg behaalde, net als vorig seizoen, geen overwinningen. 
In 2022 werd de ploeg nog wat internationaler dan in de voorgaande jaren. De 22 renners bij de ploeg hadden maar liefst twaalf verschillende nationaliteiten. Allebei de Nederlanders waren vertrokken en er reden nog altijd vier Belgen bij de ploeg. Er werd voor het derde jaar op rij geen officiële overwinning geboekt door de Canadese ploeg.
Ook in 2023 bestond de ploeg uit renners met veel verschillende nationaliteiten, ditmaal elf verschillende. De ploeg behaalde haar tweede overwinning, Red Walters won de vierde etappe in de Ronde van Bulgarije voor de Slowaak Simon Nagy. De Grenadiaan werd eveneens nationaal kampioen op de weg en in het tijdrijden.
De Nederlander Mark Groeneveld maakte de overstap voor het seizoen van 2023 naar deze Canadese ploeg. Tijdens de door Lukas Pöstlberger gewonnen wedstrijd Sun Hung Kai Properties Hong Kong Cyclothon moest Groeneveld vroegtijdig afstappen vanwege materiaalpech. De volgende dag maakte zijn ploeg bekend dat Groeneveld plotseling was komen te overlijden, mogelijk wegens een hartaanval.
In 2024 bestond de ploeg net als voorgaande jaren uit renners met veel verschillende nationaliteiten. De Kroatische Mia Radotić werd voor een jaar onderdeel van het management van de ploeg. In 2025 vertrok het merendeel van de renners en werden vervangen door renners uit onder andere  Canada, Denemarken, Noorwegen de Verenigde Staten en het Verenigd Koninkrijk. Ploegleider Jonathan Blazevic werd vervangen door de Belg Sven Batteau.

## Belgische en Nederlandse renners
Belgen
Wim Reynaerts (2020)
Gilles Borges (2021-2022)
Simon Daniels (2021)
Doron Wiggins (2021)
Robbe De Ryck (2022)
Bo Godart (2022)
Cedric Vandesompel (2022)
Nederlanders
Jesse Raas (2020-2021)
Wesley Mol (2021)
Mark Groeneveld (2023)

## Overwinningen
2019
1e etappe Ronde van Iskandar Johor: Ryan Roth
10e etappe Ronde van het Poyangmeer: Ryan Roth
2023
4e etappe Ronde van Bulgarije: Red Walters

### Nationale kampioenschappen
2023
Grenadiaans kampioen op de weg, elite: Red Walters
Grenadiaans kampioen tijdrijden, elite: Red Walters
2024
Grenadiaans kampioen tijdrijden, elite: Red Walters
Grenadiaans kampioen op de weg, elite: Red Walters